# Menesia sulphurata
Menesia sulphurata es una especie de escarabajo longicornio del género Menesia, tribu Saperdini, subfamilia Lamiinae. Fue descrita científicamente por Gebler en 1825.

## Descripción
Mide 6-10 milímetros de longitud.

## Distribución
Se distribuye por China, Japón, Kazajistán, Mongolia, Cora y Rusia.